# مت جارویس
متیو توماس جارویس (انگلیسی: Matthew Thomas Jarvis؛ زادهٔ ۲۲ مهٔ ۱۹۸۶) بازیکن فوتبال اهل انگلستان است.
وی همچنین در تیم ملی فوتبال انگلستان بازی کرده‌است.